# Aenictacantha
Aenictacantha är ett släkte av tvåvingar. Aenictacantha ingår i familjen puckelflugor.
Kladogram enligt Catalogue of Life:
| Aenictacantha | \| \| Aenictacantha crassitarsalis \| \| \| \| \| \| Aenictacantha longisetosa \| \| \| \| \| \| Aenictacantha setifera \| \| \| \| |
|               | \| \| Aenictacantha crassitarsalis \| \| \| \| \| \| Aenictacantha longisetosa \| \| \| \| \| \| Aenictacantha setifera \| \| \| \| |
|               | Aenictacantha crassitarsalis |
|               | |
|               | Aenictacantha longisetosa |
|               | |
|               | Aenictacantha setifera |
|               | |